# سردوبا
سردوبا هي بلدة في مقاطعة نشان في ولاية قشقداريا في أوزبكستان.